# لوکا جوردانو
لوکا جوردانو (انگلیسی: Luca Giordano; ۱۸ اکتبر ۱۶۳۴ – ۱۲ ژانویهٔ ۱۷۰۵) نقاش اواخر دوران باروک اهل ناپل ایتالیا بود. او در چاپ فلزی و طراحی دکور نیز مهارت داشت و کسب و کار پر رونقی در روم، فلورانس، ونیز و ناپل داشت.
نام مستعار لوکا جوردانو، Luca fa presto است به معنی «لوکا سریع نقاشی می‌کشد».